# Lasnet Nkouka
Lasnet Nkouka (sinh ngày 28 tháng 1 năm 1970) là một vận động viên chạy nước rút người Congo. Cô đã thi đấu ở nội dung 400 mét nữ tại Thế vận hội Mùa hè 1988.